# Girolamo Alibrandi

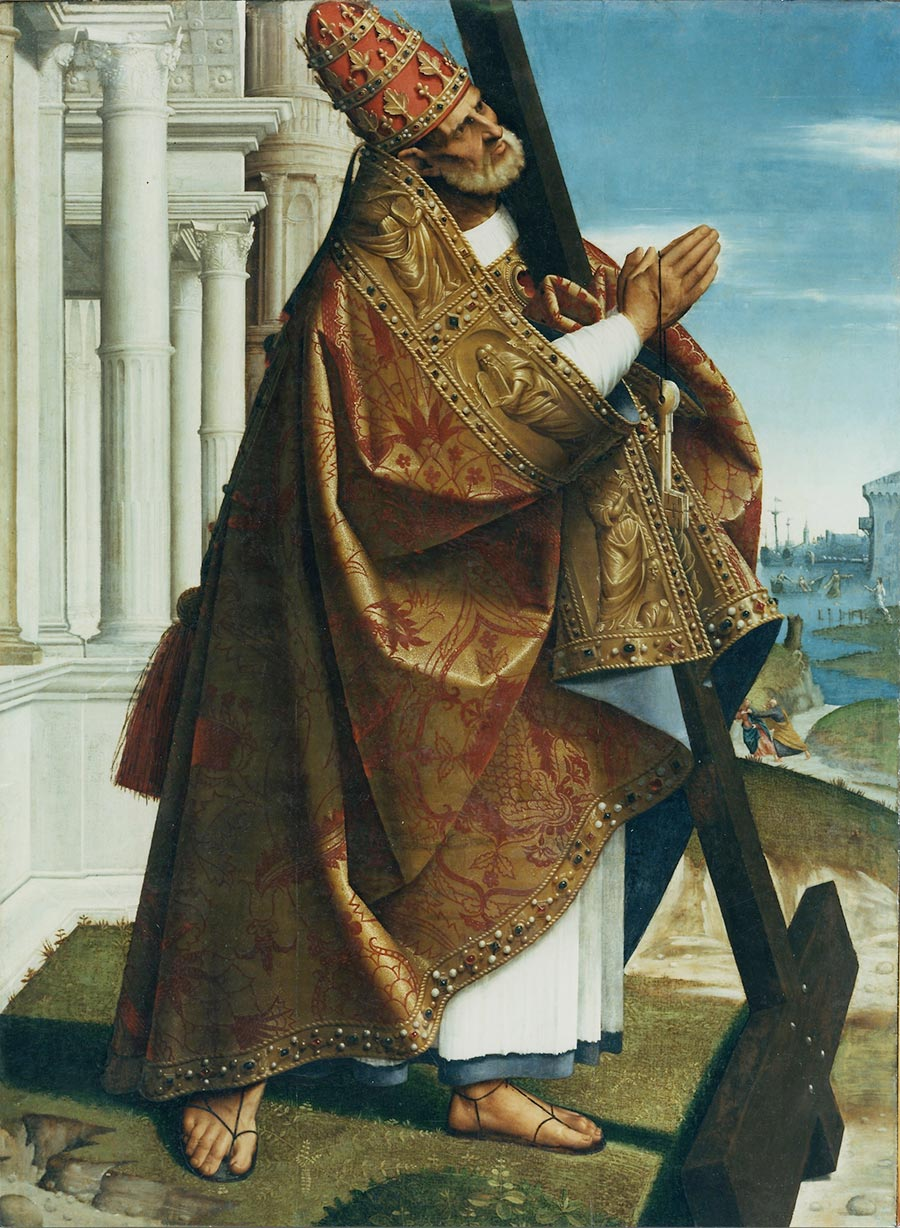
Girolamo Alibrandi: Petrus

Girolamo Alibrandi (* um 1470 in Messina; † um 1524) war ein sizilianischer Maler und wird auch Il Raffaello da Messina genannt.

## Leben und Werk
1470 in Messina geboren, ließ er sich nach vorausgegangenem Jurastudium in der Schule des Landsmannes Salvo d’Antonio zum Künstler ausbilden. Nach dem Tode seines Vaters bereiste er das italienische Festland. In Mailand soll er den direkten Unterricht des Leonardo da Vinci genossen haben. Hierauf begab er sich nach Rom und schloss Freundschaft mit Raffael. Alibrando soll sich dabei malerisch an seinem Freund orientiert haben, zum Beispiel in der Anlage einiger Figuren in seinem Hauptwerk Presentazione di Gesu al Tempio (1519). Diese Nähe zu Raffael brachte ihm den zweiten Namen Raffaello da Messina ein. Schon in Mailand war er offenbar in persönliche Beziehung zu Cesare da Sesto getreten, in dessen Begleitung er dann nach schließlich nach Messina zurückkehrte.
Das Hauptwerk des Alibrando ist die „Presentazione di Gesu al Tempio“, eine Tempelszene, 1519 gemalt für die Compagnia della Candelora zu Messina. Dieses Ölgemälde (99 × 118 cm) hing ursprünglich im Dom in Messina. Das Bild zeigt die Jungfrau Maria mit dem Christuskind, das sie soeben dem Simeon darreicht, inmitten eines zahlreichen Gefolges von Tempelbesuchern. Durch die korinthischen Säulen der Arkaden der Tempelhalle wird die Stadt Jerusalem sichtbar mit prächtigen Gebäuden und einer weiten Hintergrundlandschaft. Von Alibrando soll weiterhin die „Purificazione della Santa Vergine“ im Dom zu Messina stammen.